# Arturo Baranzini
Arturo Baranzini (Angera-, 9 gennaio 1875 – Milano, 1º ottobre 1937) è stato un imprenditore, politico e antifascista italiano.

## Biografia
Capitano di cavalleria durante la prima guerra mondiale è stato vice presidente della Banca popolare di Milano ed è uno dei fondatori della fiera. Già consigliere provinciale di Como dal 1914 viene eletto deputato popolare nel 1921 e 1924. Dopo il delitto Matteotti aderisce alla secessione dell'Aventino e viene quindi dichiarato decaduto dal mandato parlamentare.